# 大阪府道・和歌山県道63号泉佐野岩出線
大阪府道・和歌山県道63号泉佐野岩出線（おおさかふどう・わかやまけんどう63ごう いずみさのいわでせん）は、大阪府泉佐野市から和歌山県岩出市に至る府県道（主要地方道）である。府県境には風吹峠がある。

## 概要
和歌山と和泉地方を行き来する。
狭道の多い和歌山県道・大阪府道64号和歌山貝塚線（熊野古道）の迂回路としての役割がある。
休日には、イオンモールりんくう泉南やりんくうタウンの商業施設等に出向く人出によって、堺阪南線との交差点である双子池北交点を先頭に激しく渋滞することがある。
大阪府泉南市信達金熊寺（しんだちきんゆうじ）地先から和歌山県岩出市根来（ねごろ）地先では、京奈和自動車道の開通を期してバイパスの建設工事が行われ、和歌山側は4車線、大阪側は暫定2車線で、全区間のバイパスが完成した。

### 路線データ
- 陸上距離：不明　（大阪府：不明　和歌山県：7.895km）
- 起点：
  - 大阪府泉佐野市下瓦屋（井原の里駅下り交差点=大阪府道20号枚方富田林泉佐野線・大阪府道29号大阪臨海線交点）
  - 大阪府泉佐野市りんくう往来北（空連道臨海南交差点=国道481号・関西国際空港連絡橋交点）
- 終点：和歌山県岩出市宮（宮交差点=和歌山県道14号和歌山打田線交点）
- 旧称（1994年3月31日以前）：
  - 大阪府道42号泉佐野岩出線
※ちなみに現在、「大阪府道42号」の番号は再利用されて、大阪府道住吉八尾線の一部に割り当てられている。
  - 和歌山県道3号泉佐野岩出線（県道番号標識はなかった）

## 歴史
- 1954年（昭和29年）
  - 1月20日 - 建設省（現国土交通省）が主要地方道泉佐野岩出線を指定。
  - 4月6日 - 和歌山県が路線認定（整理番号・主要地方道3）。
  - 6月10日 - 大阪府が路線認定（整理番号・主要地方道21。後に115へ変更）。
- 1993年（平成5年）5月11日 - 建設省から、主要府県道泉佐野岩出線が泉佐野岩出線として主要地方道に再指定される[1]。
- 1994年（平成6年） - 府県道番号を63へ統一。
- 2001年 - 和歌山県が4車線化事業に着手。
- 2008年4月21日 : 新風吹トンネル完成。府県界からトンネルまで暫定2車線、トンネル出口から紀ノ川広域農道まで4車線併用。
- 2010年3月3日 : 新風吹トンネル（下り）完成。バイパスの和歌山側が全線併用（4車線）[2]。
- 2011年3月29日 : 童子畑工区 (1.1 km) 併用。
- 2013年3月12日 : 楠畑工区 (0.7 km) 併用。
- 2014年3月23日 : 葛畑工区 (0.9 km) 併用。バイパスの大阪側が全線併用（暫定2車線）[3]。

## 路線状況

### 重複区間
- 大阪府道204号堺阪南線（泉佐野市・井原の里駅下り交差点 - 泉南市・樽井交差点）

### 通称
- 根来街道（ねごろかいどう）
- りんくう大通り
- 風吹（かぜふき）
- 風吹峠

### 道の駅
- 道の駅根来さくらの里（和歌山県岩出市押川地内）
- 道の駅ねごろ歴史の丘（和歌山県岩出市根来地内）

## 地理

### 通過する自治体
- 大阪府
  - 泉佐野市
  - 泉南郡田尻町
  - 泉南市
- 和歌山県
  - 岩出市

### 交差する道路
大阪府泉佐野市
- 大阪府道20号枚方富田林泉佐野線・大阪府道29号大阪臨海線・大阪府道204号堺阪南線（井原の里駅下り交差点、起点）
- 大阪府道62号泉佐野打田線（泉佐野市湊・湊交差点）
- 大阪府道247号土丸栄線（泉佐野市大宮町・栄町交差点）
- 国道481号（泉佐野市松原・空連道松原交差点）
- 国道481号・関西国際空港連絡橋・大阪府道29号大阪臨海線（泉佐野市松原・空連道臨海北交差点、空連道臨海南交差点）
- 大阪府道250号鳥取吉見泉佐野線（泉佐野市松原）
- 大阪府道248号日根野羽倉崎線（泉佐野市羽倉崎・羽倉崎交差点）

大阪府泉南郡田尻町
- 大阪府道251号新家田尻線（泉南郡田尻町吉見・吉見交差点）

大阪府泉南市
- 大阪府道252号大苗代岡田浦停車場線（泉南市北野・北野交差点）
- 大阪府道204号堺阪南線・大阪府道255号樽井停車場樽井線（泉南市樽井・樽井交差点）
- 大阪府道250号鳥取吉見泉佐野線（南海樽井跨線橋下）
- 大阪府道204号堺阪南線（双子池北交差点）
- 国道26号（泉南市馬場・砂川変電所前交点、泉南市幡代・幡代北交差点）
- 大阪府道64号和歌山貝塚線（泉南市信達牧野・大鳥居交差点、泉南市信達岡中・岡中西交差点）
- 大阪府道30号大阪和泉泉南線（泉南市信達牧野・佐田交差点、泉南市信達岡中・泉南IC北交差点）
- 阪和自動車道 泉南IC（吹田JCT方面のハーフI.C）

和歌山県岩出市
- 京奈和自動車道 岩出根来IC
- 和歌山県道7号粉河加太線（岩出市根来・根来西交差点）
- 国道24号岩出バイパス・和歌山バイパス（岩出市備前・備前交差点）
- 和歌山県道134号小豆島岩出線（岩出市高瀬・高瀬交差点）
- 和歌山県道14号和歌山打田線（宮交差点、終点）

### 沿線にある施設など
- りんくうタウン
  - りんくうゲートタワービル
  - りんくうプレミアムアウトレット
  - りんくう公園・マーブルビーチ
  - イオンモールりんくう泉南
  - りんくう南浜海水浴場（樽井サザンビーチ）
- 金熊寺（きんゆうじ）梅林
- 大阪府民の森ほりご園地・紀泉わいわい村（金剛生駒紀泉国定公園）
- 根来寺
- 植物公園緑花センター
- 岩出市民総合体育館
- フォレストモール（オークワミレニアシティ岩出店跡地）